# Küçük Mustafa
Küçük Mustafa (v. 1408 - 20 février 1423) est un prince ottoman qui lutte pour le trône en 1422/1423. L'épithète Küçük signifie littéralement jeune. Il est utilisé par les chroniqueurs ottomans pour le distinguer de son oncle Mustafa Çelebi qui conteste le trône à Mourad II à la même époque.

## Biographie

### Jeunesse
Mustafa est le deuxième fils de Mehmet Ier. Lors des premières années de l'Empire ottoman, tous les princes deviennent des gouverneurs de provinces. Cette étape constituant une partie de leur formation. Les jeunes princes devant ensuite devenir des dirigeants expérimentés. Mustafa dirige la province d'Hamideli (qui correspond à celle d'Isparta aujourd'hui). À la suite de la mort de son père, il craint que son frère ne s'en prenne à lui pour éliminer un éventuel prétendant. Il décide de fuir dans le territoire des Karamanides qui sont des rivaux des Ottomans en Anatolie. Au cours de cet exil, il est encouragé par un pacha ottoman nommé Şaraptar İlyas à se rebeller contre son grand frère Mourad II.

### Rébellion
Mourad fait face dès 1422 à la rébellion de son oncle Mustafa Çelebi soutenu par les Byzantins. À la suite de la mort de ce dernier, Mourad assiège Constantinople pour châtier les Byzantins. Ces derniers décident alors de soutenir Küçük Mustafa dans sa rébellion contre Mourad pour se dégager de la pression imposée par Mourad. Mustafa bénéficie aussi du soutien des Karamanides et il parvient à s'imposer dans certains territoires anatoliens de l'Empire ottoman. Bien qu'ayant échoué à prendre la ville de Bourse, il réussit à prendre İznik (l'ancienne Nicée), une autre ville importante de l'Anatolie. Face au danger, Mourad se voit contraint d'abandonner le siège de Constantinople. En outre, il négocie avec İlyas qui abandonne Mustafa. Ce dernier perd le contrôle de la ville d'Iznik. Après s'être enfui, Mustafa est finalement capturé et exécuté par étranglement.